# Палаццо Тьене
Палаццо Тьене (итал. Palazzo Thiene) — палаццо (дворец) в городе Виченца (область Венето), построенный в 1550—1551 годах по проекту выдающегося архитектора позднего итальянского Возрождения Андреа Палладио. В 1994 году дворец был включён в список Всемирного наследия ЮНЕСКО (с 1996 года в расширенный список вместе с другими палладианскими постройками в регионе Венето).
Дворец используется в качестве исторической квартиры Банка Виченцы (Banca Popolare di Vicenza), во дворце проводятся художественные выставки и различные мероприятия. В здании также находится картинная галерея, в которой представлены произведения живописи с XV по XIX век, около трёхсот гравюр XVIII столетия, ранние печатные книги, имеется также экспозиция керамики и скульптуры.

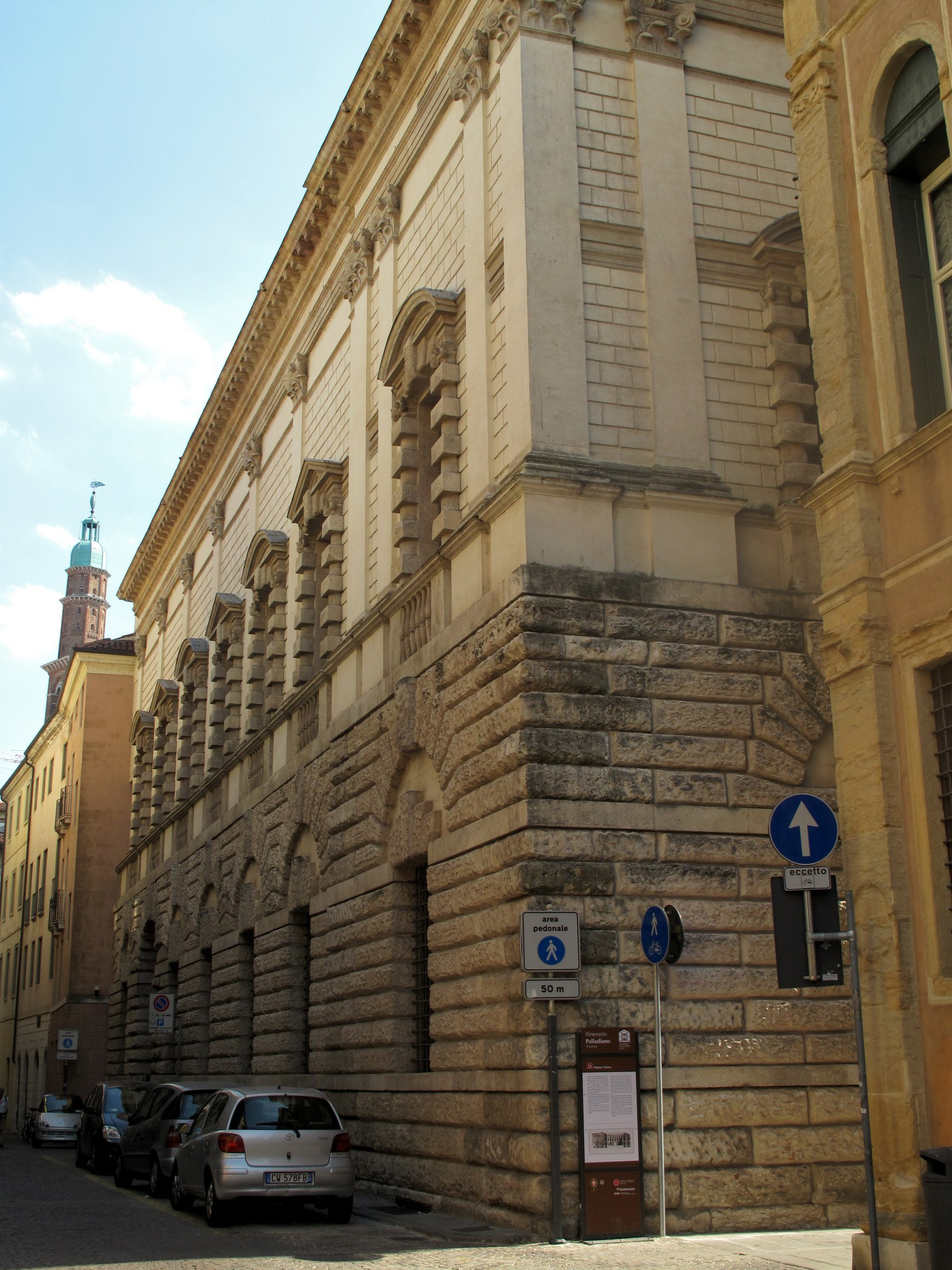
Палаццо Тьене. Фасад по Корсо Палладио

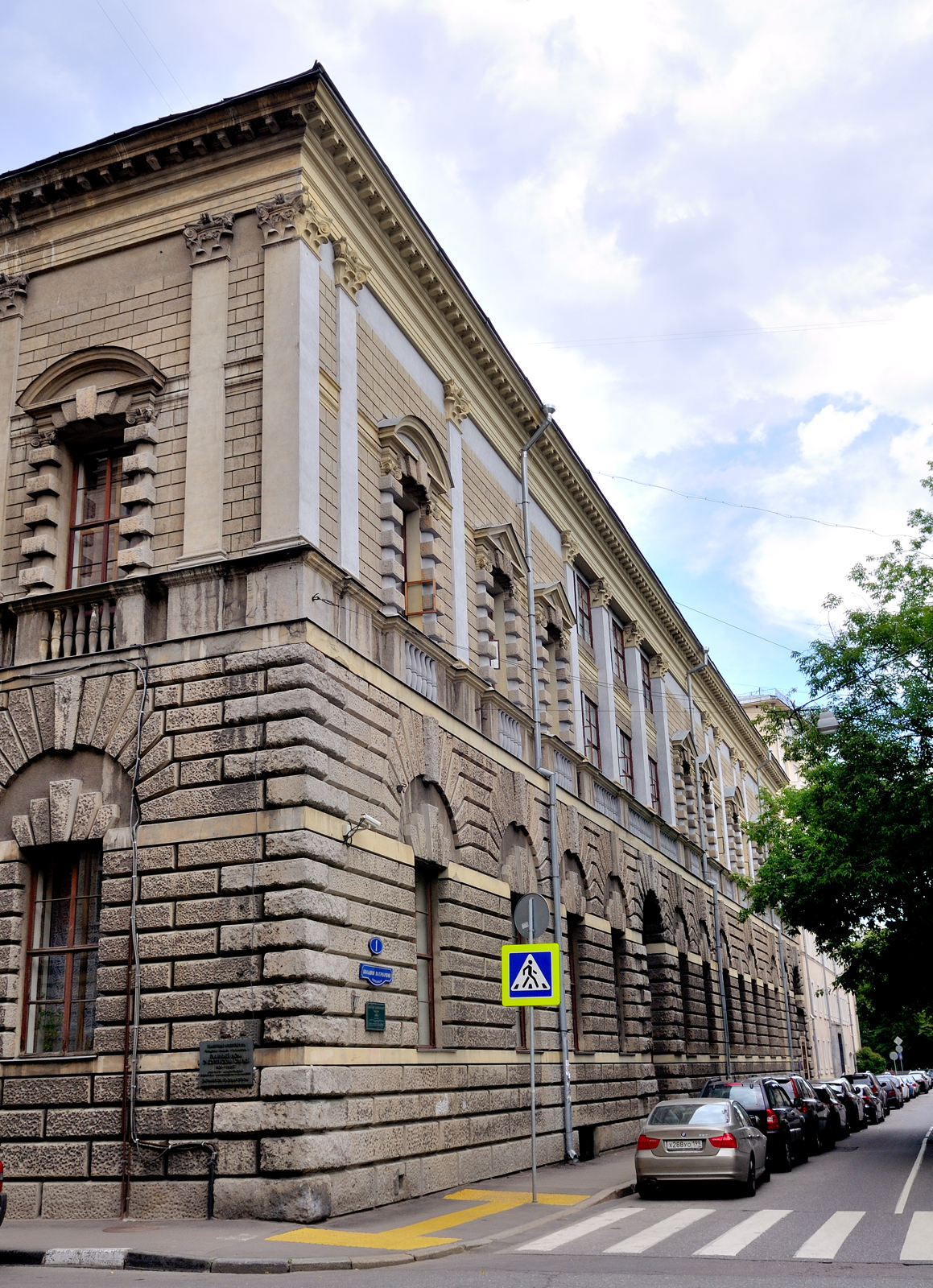
Фасад Дома Тарасова по Большому Патриаршему переулку в Москве. В центре заметна тёмная арка, служившая парадным въездом во внутренний двор. Над ней — заложенный объём на месте открытой террасы

## История
Первое здание в готическом стиле было построено в 1490 году архитектором Лоренцо да Болонья. Его восточный фасад был сложен из кирпича, а над порталом, располагалось венецианское окно из розового мрамора работы Томмазо да Лугано. В 1542 году братья Маркантонио и Адриано Тьене решили реконструировать фамильный дворец и превратить его в новую престижную резиденцию размером 54 на 62 метра, соответствующую аристократическому статусу владельцев. По их замыслу, фасад здания должен был быть обращён на главную улицу Виченцы (ныне Корсо Палладио). Вероятным создателем изначального проекта дворца в 1542 году считают Джулио Романо, однако уже во время строительства, в 1546 году, когда Романо умер, его проект переработал Андреа Палладио.
Строительные работы шли медленно. В 1552 году во Франции умер Адриано Тьене, и впоследствии семейные интересы переместились в Феррару, когда Джулио Тьене (сын Маркантонио) стал маркизом Скандиано. В результате, лишь малая часть грандиозного проекта Палладио была реализована.

## Архитектура
Будущий основоположник палладианства в этой ранней работе следует традиционному решению архитектурной композиции по образцу городских дворцов Флоренции: высокий цокольный этаж с крупным рустом, пилястры коринфского ордера и мощный венчающий карниз. Исследователь творчества Палладио, архитектор О. И. Гурьев подчёркивал, что «необычно крупные членения фасадов некоторых дворцов», к которым принадлежит Палаццо Тьене, можно объяснить «желанием подчеркнуть высокое положение в обществе их хозяев».
Одной из собенностей дворца является четырёхколонный атриум, который заставляет вспомнить аналогичный атриум Палаццо Те, несмотря на то, что Палладио изменил его своды. Архитектурные элементы Палаццо Тьене, которые приписывают Джулио Романо и которые явно чужды стилю Палладио, легко узнаваемы. Авторству Романо приписывают окна и фасады нижних этажей, обращённые на улицу и во внутренний двор, в то время как Палладио внёс новые черты в антаблемент и капители верхних этажей. Изучая трактат Витрувия «Десять книг об архитектуре», Палладио развил его идею дома с атриумом и перистилем. Восточный фасад, выложенный квадратными кирпичами, обработан «алмазным краем», с порталом Томмазо да Лугано и тройным окном (трифорием) с наличником розового мрамора.

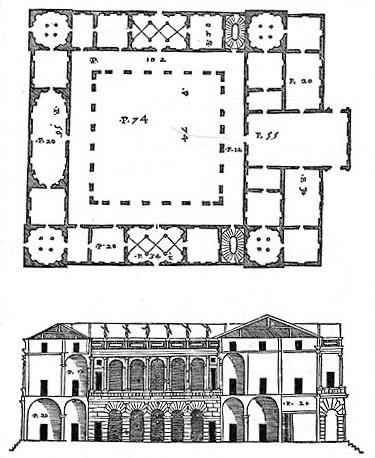
Палаццо Тьене. Иллюстрация из «Второй книги об архитектуре» Палладио

В целом, в сравнении с другими постройками Палладио в Виченце, палаццо Тьене — «наименее палладианское здание», тяготеющее скорее к архитектуре Рима и Мантуи (вероятно, Палладио строил палаццо Тьене под влиянием работ мантуанца Джулио Романо) и ориентируясь на его проект. Когда в 1614 году молодой английский архитектор Иниго Джонс посетил дворец, он записал информацию, полученную непосредственно от Винченцо Скамоцци: «Этот проект был сделан Джулио Романо и выполнен Палладио».
Вероятнее всего, первоначальный замысел Палаццо Тьене действительно принадлежит зрелому и опытному Джулио Романо (с 1573 года он работал при мантуанском дворе герцогов Гонзага, с которыми Тьене поддерживал самые тесные отношения), а молодого Палладио следует считать ответственным скорее за воплощение проекта после смерти Джулио Романо в 1546 году.

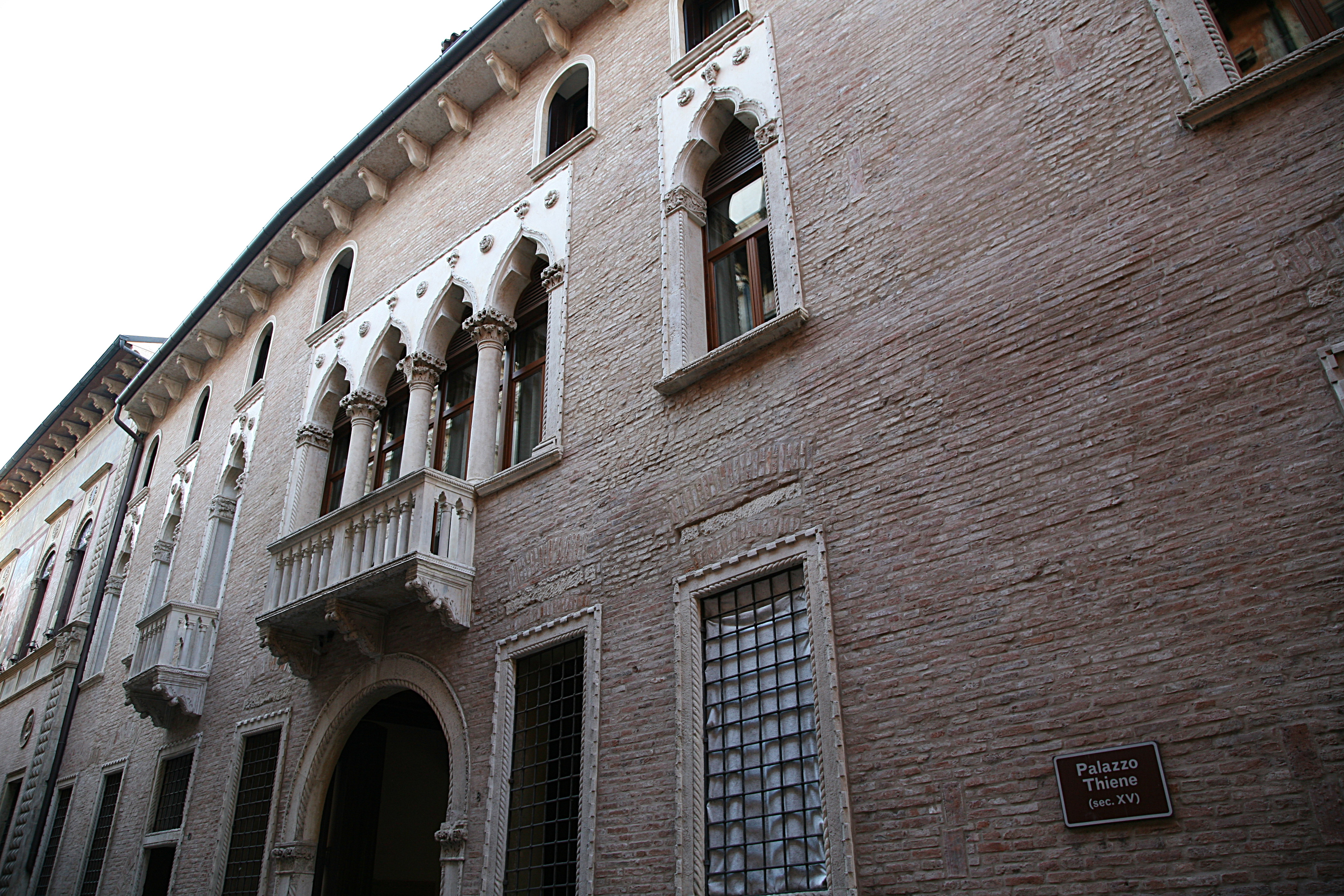
Задний «готический фасад» дворца
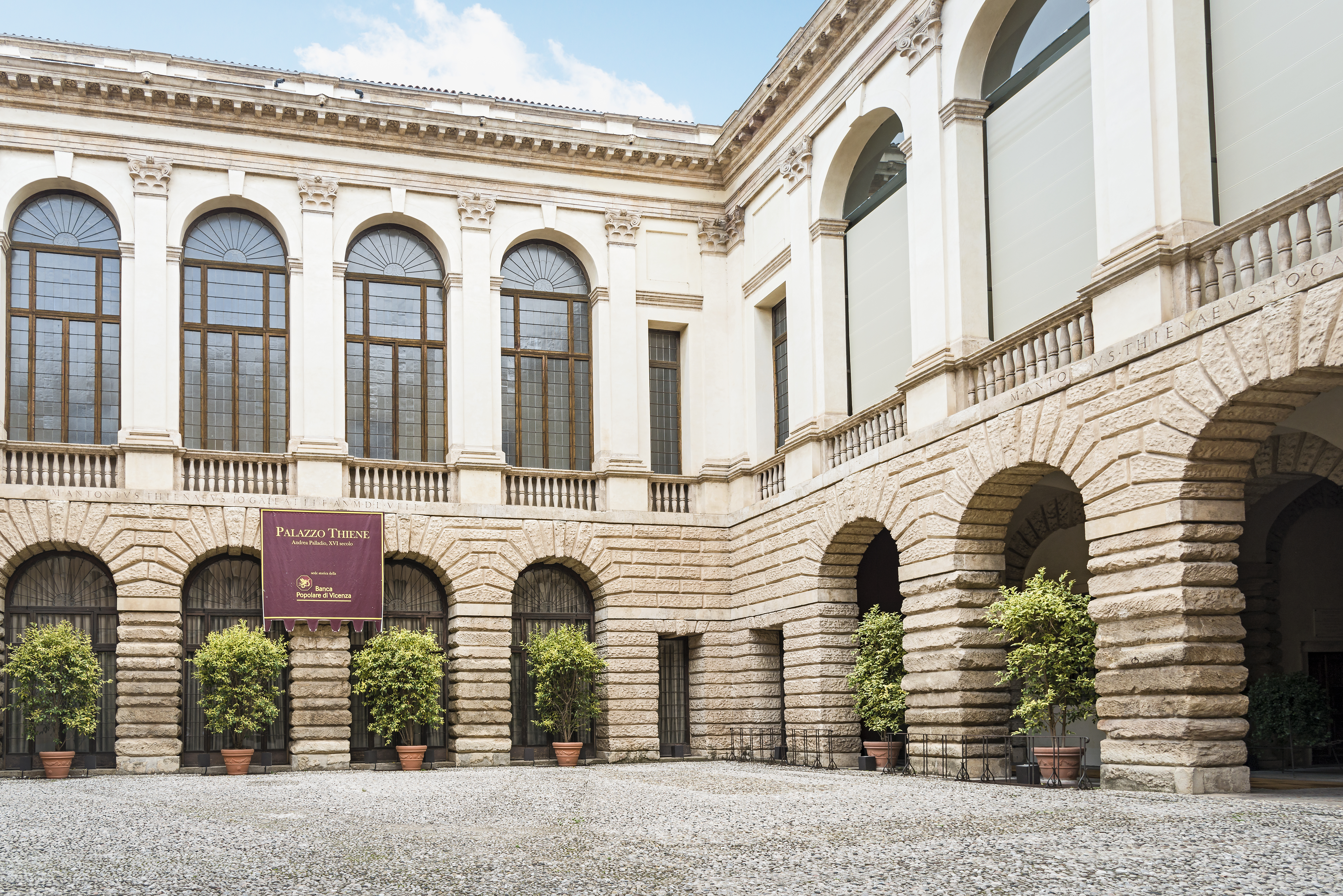
Общий вид внутреннего двора
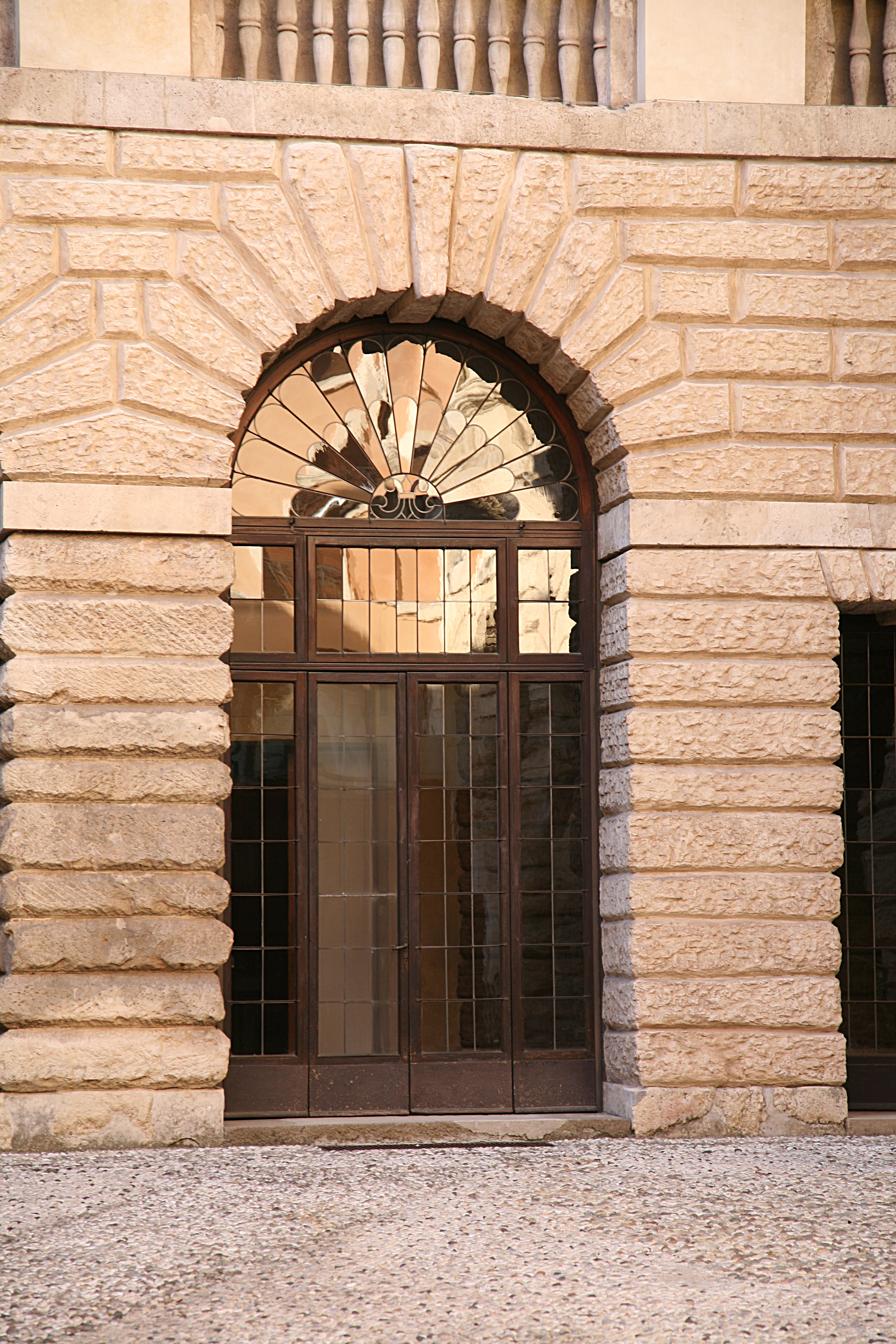
Портал
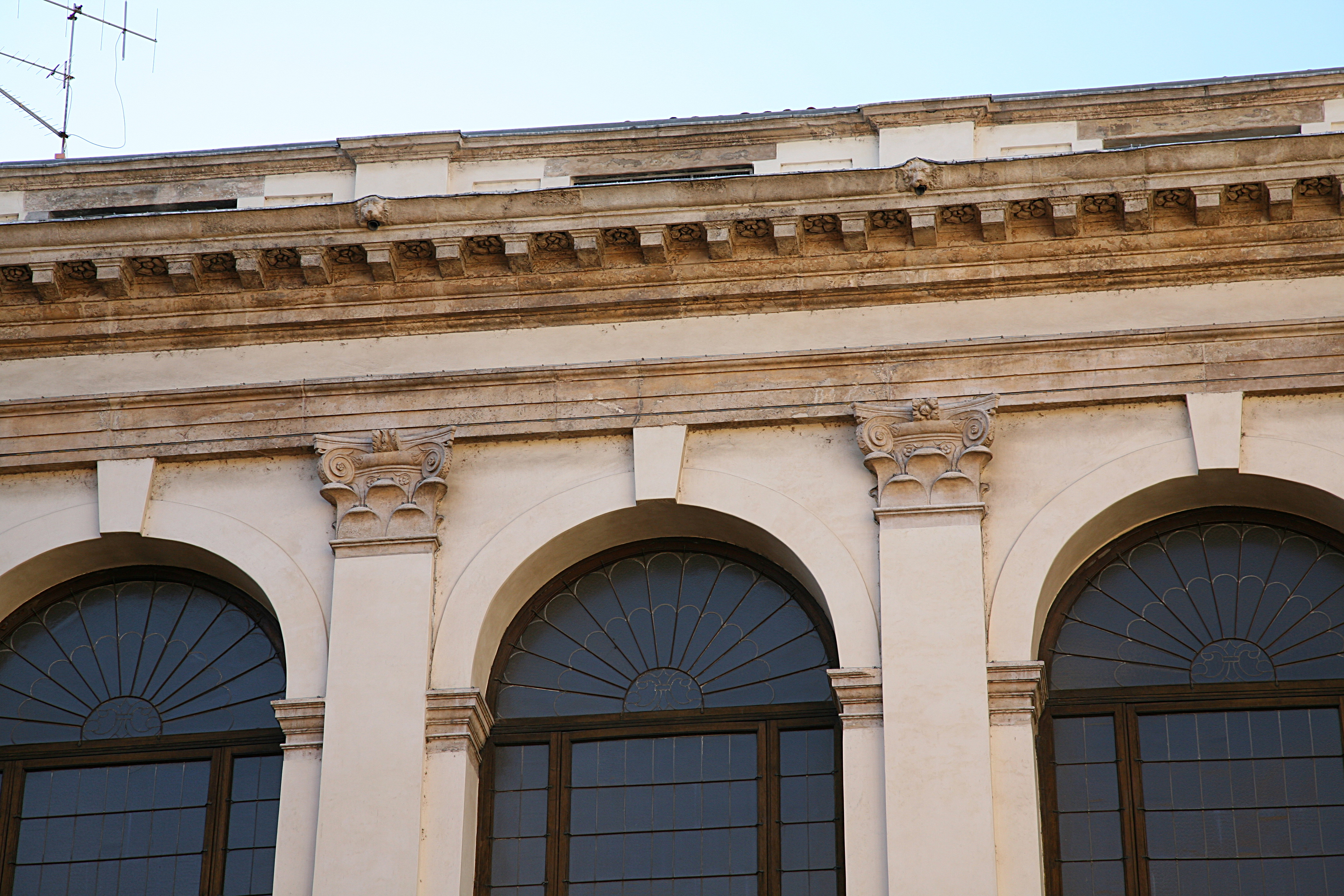
Антаблемент и капители второго этажа

## Влияние
Работа Андреа Палладио оказала значительное влияние на творчество московского архитектора И. В. Жолтовский, который заимствовал формы уличных фасадов и саму структуру здания Палаццо Тьене при проектировании Дома Тарасова на улице Спиридоновка в начале XX века.
Строго симметричный, лишённый входных дверей фасад по Спиридоновке буквально воспроизводит рисунок фасада Палаццо Тьене. Единственное изменение — увеличенная высота первого этажа. Следуя пропорциям венецианского Дворца дожей, Жолтовский сделал первый этаж на 1/13 более высоким, чем второй — таким образом верхний этаж воспринимается облегчённым относительно массивного первого этажа.